# Ayer te vi... Fue más claro que la luna
Ayer te vi... Fue más claro que la luna es el segundo álbum de estudio del cantante mexicano de música cristiana, Jesús Adrián Romero. Fue lanzado el año 2007 y en 2008 recibió una nominación en los Premios Grammy Latinos. Dentro de sus canciones, se destacan «Cuenta conmigo», «Si hubiera estado allí», «Razones pa' vivir» a dueto con Álex Campos y «Ayer te vi... fue más claro que la luna», entre otras.

## Contenido
Gran parte del contenido del álbum, como en cada producción de Romero, contiene música acústica e instrumental centrada en narrar emociones del cantante respecto a su vida cristiana.
En cuanto a las canciones, se destaca «Razones pa' vivir» donde lo interpreta a dueto con el cantante colombiano Álex Campos. A esto, se suma «Cuenta conmigo» una canción con ritmo intenso e influencia urbana. Por otra parte, «Si hubiera estado allí» es la única canción con un video el cual, recopila imágenes de la película de Mel Gibson, La Pasión de Cristo.
Respecto al título del álbum, Romero comenta que vino de una experiencia con un niño de la calle en Honduras, lo que le inspiró para escribir sobre esa temática.
| N.º | Título                                           | Duración |  |
| 1.  | «Ayer te vi... fue más claro que la Luna»        | 3:52     |  |
| 2.  | «Sólo pienso en ti»                              | 3:58     |  |
| 3.  | «Mi entorno»                                     | 4:04     |  |
| 4.  | «Razones pa' vivir» (con Álex Campos)            | 4:17     |  |
| 5.  | «Vuelve a llamar»                                | 4:13     |  |
| 6.  | «Como la brisa»                                  | 4:58     |  |
| 7.  | «Se desbaratan mis sueños»                       | 3:32     |  |
| 8.  | «Cuenta conmigo»                                 | 3:00     |  |
| 9.  | «Mi día»                                         | 3:32     |  |
| 10. | «No hay paredes»                                 | 4:06     |  |
| 11. | «Tienen tu color»                                | 4:01     |  |
| 12. | «Más que un concepto»                            | 2:40     |  |
| 13. | «Si hubiera estado allí»                         | 3:55     |  |
| 14. | «Dame» ((Adrián Roberto) (incluido solo en DVD)) | 4:31     |  |
| 15. | «Princesas mágicas» ((incluido solo en DVD))     | 4:34     |  |

## DVD
Se confirmó la grabación de un DVD en vivo de Ayer te vi... fue más claro que la luna, con la participación de Álex Campos en Los Ángeles, California. En dicha presentación, se explica de manera detallada el origen de las canciones correspondientes al disco. Además, contó con la participación especial de Marcela Gándara, quien interpreta «Supe que me amabas» entre otros temas, acompañada de la banda de Romero. Además, JAR canta a dúo con Gándara la emblemática «Tu estás aquí».

## Sencillos y videoclips

### Si hubiera estado allí
Es el primer videoclip del álbum. La idea del video es presentada mediante una recopilación de escenas de la película de Mel Gibson, La Pasión de Cristo. Acompañando a estas imágenes, está la canción que muestra la situación de un cristiano en cuanto al momento en que Jesús fue crucificado.

### Razones pa' vivir
Es el segundo videoclip del álbum. Cuenta con la participación especial de Álex Campos con quien interpreta a dúo.

### Dame
Es una canción especial, incluida en el DVD en vivo. Esta canción es interpretada por Adrián Roberto, el hijo de Jesús Adrián Romero. Además, esto marcó el debut como cantante y compositor de Adrián Roberto.

### Princesas mágicas
Es una canción especial, incluida en el DVD en vivo. Esta canción es interpretada por Jesús Adrián Romero en dedicatoria a sus dos hijas Melissa Janet y Jaanai Michelle.